# Nhân học ngôn ngữ
Nhân học ngôn ngữ là một lĩnh vực nghiên cứu liên ngành, tập trung vào mối quan hệ giữa ngôn ngữ và xã hội. Nhân học ngôn ngữ là một nhánh của nhân học, khởi nguồn từ việc ghi chép các ngôn ngữ có nguy cơ mai một. Trải qua hơn một thế kỷ phát triển, lĩnh vực này đã mở rộng đáng kể, bao quát hầu hết các khía cạnh của ngôn ngữ, từ cấu trúc, ngữ nghĩa đến cách sử dụng trong các bối cảnh xã hội khác nhau.
Nhân học ngôn ngữ khám phá vai trò trung tâm của ngôn ngữ trong đời sống con người: từ việc định hình cách chúng ta giao tiếp, xây dựng bản sắc cá nhân và tập thể, đến việc hình thành nên những hệ thống niềm tin, ý thức hệ và cách nhìn nhận về thế giới xung quanh.